# Amândio César Pires Monteiro
Amândio César Pires Monteiro (Arcos de Valdevez, 12 de Julho de 1921 - Lisboa, 10 de Agosto de 1987), ou simplesmente Amândio César como era conhecido, foi um poeta português.
Dedicou-se ao jornalismo, foi professor do Ensino Técnico, comentador da RTP, contista e critico literário, tendo sido elogiado por Jorge de Sena, David Mourão Ferreira, Maria de Lourdes Belchior, padre Manuel Fernandes, António Manuel Couto Viana, José Moreira e outros.
Foi um dos elementos do Grupo Poesia Nova, o fundador da revista «Quatro Ventos» (Braga, 1954-1957), assim como. dirigiu a revista de arte «Terra e Mar», redactor do Diário Ilustrado e ligado ao Diário Popular, ao Debate, à Rua, à Tribuna, à revista Resistência, ao Mundo, e à Emissora Nacional e a revista Altura.
Jorge de Sena escreveu:“… Os seus poemas, que documentam, principalmente nos primeiros livros, a orientação do grupo Poesia Nova, de que foi, com Fernando de Paços, um dos poetas mais autênticos e modernizantes, valem principalmente por um grande desatavio no uso da linguagem convencional da poesia, em que os sentimentos comuns são cantados com muita simplicidade e alguma nostalgia, às quais um fundo de religiosidade católica emprestou certo polemismo antebelicista, como certa inconformidade que no entanto radica no tradicionalismo”.

## Biografia
Fez os seus estudos secundários em Braga e em Vila Nova de Foz Côa, tendo-se formado na Universidade de Coimbra em Ciências Histórico Filosóficas.
Estando ainda em Braga e depois em Lisboa, desenvolveu a actividade de jornalista comprometido com o Estado Novo.
Como ensaísta e crítico literário, dedicou parte da sua actividade à divulgação das literaturas brasileira e africana de expressão portuguesa, nomeadamente a angolana.
Em 1975, em pleno PREC, viveu forçado no exílio, primeiro em Vigo e Madrid, Espanha, e mais tarde no Brasil, pais onde passou dificuldades. No regresso escreveu «País em Fuga - Poemas de um tempo que foi», onde expressa a sua angustia pela ingratidão nacional dess.
Faleceu no dia 10 de Agosto de 1987 e repousa no cemitério do Alto de São João, em Lisboa.

## Obra
Tem 25 obras publicadas, algumas traduzidas em espanhol, francês, italiano, inglês, alemão e croata. Grande parte da sua obra literária é dedicada às antigas províncias ultramarinas portuguesas.
Publicou
- Elementos para Uma Bibliografia da Literatura e Cultura Portuguesa Ultramarina Contemporânea: Poesia, Ficção, Memorialismo, Ensaio, em colaboração com Mário António (1968)
- Antologias Novos Parágrafos da Literatura Ultramarina (1971)
- Antologia do Conto Ultramarino (1972).[1]

Obras principais: Poesia:
- Vaga Alta, (1943);
- Batuque de Guerra, (1945);
- Saudades de Pedra, (1949);
- Relógio de Sol (1951);
- Seiva, (1952);
- As Margens da Memória, (1953);
- Natal, (1953);
- Coração sem Experiência, (1964);
- Não Posso Dizer Adeus às Armas, (1965);
- País em Fuga: Poemas de Um Tempo Que Foi, (1977).

Ficção:
- Subsolo, (contos, 1945, 2ª edição, revista e aumentada, 1969);
- A Terra Onde Um Homem Vive, (contos, 1952);
- Um Namoro e Três Tostões, (1959);
- Roxo-Rei, (1963);
- O Guarda-Chuva Vermelho, (contos, 1965);
- O Pau de Sebo, (contos, 1966);
- Em Chão Papel na Terra da Guiné, (1967);
- Terra Verde, (1969);
- Roxo-Rei e Outras Estórias, (1973).

Ensaio:
- José Geraldo Vieira e o Romance Brasileiro, (1954);
- Tasso da Silveira: O Poeta e o Romancista, (1958);
- Angola, 1961, (1961);
- Angola: Terra de Coragem, (1964);
- A Casa Assombrada de São Miguel de Seide: A Casa de Camilo, (1964);
- Alguns Elementos para a Definição de uma Cultura Angolana, (1965);
- O 1º Barão d’Água-Izé, João Maria de Sousa e Almeida, 1816-1869, (1969);
- Leonardo Coimbra: Acto de Encontro, (1976);
- Robert Brasillach, Um Renovador dos Estudos Clássicos, (1976);
- Alda Lara na Moderna Poesia de Angola, (1978).

Crítica Literária:
- Literatura pelo Caminho: Alguns Romancistas Brasileiros, (1958);
- Parágrafos de Literatura Ultramarina, (2 volumes, 1967-1972);
- Literatura Ultramarina: Os Prosadores, (1972).[1]

Publicou também alguns trabalhos domínio da geografia literária, alguns dos quais em publicações como Gil Vicente, Boletim de Trabalhos Históricos, Boletim da Sociedade de Geografia de Lisboa, Ultramar, etc. Foi tradutor de Curzio Malaparte e Alberto Moravia.

## Prémios
Durante a sua actividade jornalística recebeu um Diploma da Liga Efectiva Portugal – Brasil em 5 de junho de 1964; Menção Honrosa da Câmara Municipal de Luanda em 20 de junho de 1964 ; Membro Honoris Causa da Socitte Histoire de Archeologis de Beaucaire”.
Recebeu Prémio Antero de Quental, em 1945, com «Batuque de Guerra».
A Câmara Municipal de Arcos de Valdevez, em 2006, também lhe prestou homenagem, perpetuando o seu nome numa biblioteca que dá acesso à Biblioteca Tomaz de Figueiredo, na Casa das Artes. Nessa altura, igualmente editou um seu álbum biográficoː «Amândio César : homenagem ao escritor na sua terra natal», tendo sido este dirigido por José Moreira, um dos seus maiores Amigos e confidentes, que em Braga dirigia a Pax, integrando nele palavras de Couto Viana e os próprios filhos.

## Toponímia
O seu nome faz parte da toponímia de:
- Almada (Freguesia de Feijó – Rua Amândio César),
- Braga (Rua Amândio César);
- Oeiras (Freguesia de Carnaxide – Rua Amândio César);
- Seixal (Freguesia de Corroios – Praceta Amândio César);
- Vila Nova de Foz Côa – (Rua Amândio César);